# De Zeven Sacramenten
De Zeven Sacramenten is een altaarstuk van Rogier van der Weyden (Doornik 1399/1400 - Brussel 1464). Het drieluik heeft een ongebruikelijke vorm, aangezien de zijluiken niet beweegbaar zijn en bovendien het middenluik niet kunnen bedekken. Kunstwetenschappers dateren het werk op grond van klederdracht en stijl tussen 1440 en 1445. De drie panelen behoren tot de collectie van het Koninklijk Museum voor Schone Kunsten Antwerpen.

## Context
Naast Jan van Eyck was Rogier van der Weyden de grote meester van de kunst van de vijftiende-eeuwse Vlaamse Primitieven. Hij kreeg zijn opleiding bij Robert Campin te Doornik. In diezelfde stad werd hij in 1432 vrijmeester. Later was hij stadsschilder van Brussel, waar hij zijn naam ‘de le Pasture’ in ‘van der Weyden’ veranderde. Zijn oeuvre werd sterk beïnvloed door de Italiaanse kunst sinds zijn reis naar het mediterrane land in 1450. In zijn religieuze kunst legde hij de nadruk op gemoedsontroering (voornamelijk de emoties verwant aan lijden en medelijden), omdat deze emoties de toeschouwer sterker aanspraken dan enkel het onbewogen aanschouwen van Gods schepping. In van der Weydens productie zijn de kruisiging en kruisafneming ware leidmotieven. Hij oefende uiteindelijk een grotere invloed uit dan Van Eyck, voornamelijk vanwege de uitzonderlijk artistieke verfijning waarmee hij zijn gemoedsontroering vorm wist te geven.
Het altaarstuk was een veelvoorkomend type kunstwerk in de vijftiende-eeuwse Zuidelijke Nederlanden. Door de menselijke figuren in hun alledaagse leefwereld af te beelden, kon de kunstenaar dogma’s van het Christelijke geloof aanschouwelijker maken en tevens ook de godsvruchtige devotie van de gelovigen opwekken.

### Topstuk
In 2009 kwam het op de topstukkenraad. In het staatsblad was toen het volgende te lezen:
“Deze voorstelling is zeldzaam omdat het de kruisiging van Christus combineert met een binnenhuisvoorstelling van een kerk. Achter het kruis is bovendien een priester afgebeeld die de hostie op het moment van consecratie omhoog houdt. Hierdoor wordt een duidelijk verband tussen de kruisdood van Christus en de eucharistie gelegd. Op de luiken zijn de andere zes sacramenten afgebeeld, welke elk met een banderol worden verklaard. De keuze om de zes sacramenten samen in een kerkruimte af te beelden is eveneens vernieuwend. Binnen het oeuvre van Rogier van der Weyden neemt dit werk een bijzondere plaats in. De nadrukkelijke uitbeelding van vele figuren in een architectuur contrasteert met zijn gebruikelijke keuze om ruimtes simpel en met weinig figuren af te beelden.”
In een interview naar aanleiding van de speciale tentoonstelling in het Prado met curator Lorne Campbell, zei deze laatste wat voor hem de Antwerpse triptiek zo speciaal maakte en waarom het zo cruciaal was voor de toenmalige tentoonstelling:
‘We willen De Zeven Sacramenten erkennen als een van de belangrijkste meesterwerken uit de Europese kunst. Een werk dat het gezelschap van de andere topstukken uit de expo waardig is. Die tonen voornamelijk Bijbelse scènes in buitengewone settings. Hier zie je bij elk van de sacramenten [doopsel, vormsel, biecht, eucharistie, priesterwijding, huwelijk en ziekenzalving] figuren in eigentijdse kledij en in een al even eigentijdse kerk die sterke gelijkenissen vertoont met de Sint-Goedelekerk, de huidige kathedraal van Brussel. Het idee om alle sacramenten simultaan uit te beelden in hetzelfde gebouw was voor die tijd hoogst origineel. Het gaf van der Weyden de kans om alle fasen van het leven – van doopsel tot ziekenzalving – én alle lagen van de samenleving – van de rijkelijk uitgedoste bruid tot de bedelaars aan de kerkdeuren – in één triptiek samen te brengen.

## Beschrijving

### Links: inv. 394: Doopsel, vormsel en biecht
Oude titel: Doop, Vroomsel, Oorbiecht
Net als in het rechterluik beeldt elke groep een sacrament uit. Het zijn er drie, te onderscheiden door de drie engelen die boven hen zweven. De engelen zijn gekleed in de kleur van hun sacrament en houden een banderol met tekst [cfr. Paragraaf signaturen] in hun handen. In de eerste groep met de witte engel doopt een priester een pasgeboren kind. Het kind wordt door de ouders, de peter en de meter boven het doopvont gehouden. In de tweede groep met gele engel voltrekt een bisschop het vormsel. Hij wordt bijgestaan door een priester en een viertal toeschouwers. De communicant knielt voor de bisschop, een tweede krijgt een hoofdband om gebonden door de priester en drie andere reeds gevormde kinderen wandelen weg. In de derde groep tot slot, neemt een priester de biecht af. Een koorpels bedekt zijn hoofd en schouders. Onder een rode engel is een geknielde vrouw te zien die wacht op haar beurt. Achter de derde groep beeldde van der Weyden een zijkoor af waar een priester leest tijdens de misdienst.

### Midden: inv. 393: Christus aan het kruis en de eucharistie
Oude titel: Het onbloedig Offer der nieuwe Wet, Zinnebeeld van het bloedig Offer van Golgotha
In het middenschip van de gotische kerk, die duidelijke verwantschap vertoont met de St. Goedelekerk (kathedraal van Brussel) en de Sint Pieterskerk van Leuven, speelt het onderwerp van het tafereel zich af. Op het voorplan staan, veel groter afgebeeld in overeenstemming met het waardeperspectief, de gekruisigde Christus en vijf rouwende figuren. Om aan te tonen dat ze van een hogere orde zijn dan de gewone stervelingen die de sacramenten uitbeelden, zijn ze buitensporig groot afgebeeld.
Centraal hangt het slanke lichaam van Christus aan het kruis. Het is onwerkelijk schoon en verheft zich zowel letterlijk als figuurlijk boven deze wereld. De flauwgevallen Moeder Maria wordt opgevangen door St. Johannes, terwijl Maria Salome de moeders rechterhand teder vasthoudt. Links van hen (rechts voor de toeschouwer) knielen Maria Magdalena (in het rood gekleed vanwege haar vurige aard) en de vrouw van Alfeus, eveneens Maria geheten (achter het kruis, in groen-paars gewaad). Magdalena wendt in tranen haar hoofd af. De hevige emoties die de figuren voelen, zijn typisch voor Rogier van der Weyden. De groep getuigt van uitgesproken expressiekracht en valt des te meer op door de kleurrijke gewaden en centrale positie. De voorstelling wordt gesloten als bij een toneelvoorstelling. G. Gepts vroeg zich “dan ook af of de schilder zich niet inspireerde op de middeleeuwse mysteriespelen waarin de religieuze cultus en toneel met elkaar versmolten.”
Het bloedige offer op het voorplan wordt op de achtergrond herdacht door de priester die de hostie omhoog houdt op het moment van de consecratie. Het hoge altaar is versierd met een retabel uit het tweede kwart van de vijftiende eeuw. Daarboven hangt een gebeeldhouwd Mariaretabel met vier dichtklapbare luiken. De priester, gekleed in een rijkelijk versierd kazuifel, wordt bijgestaan door een man met geschoren kruin. Deze heeft een consecratie-kaars vast. In dit geval een lange stok waaromheen een zeer dunne kaars is gewikkeld. Rechts boven hen zweeft een groene engel, eveneens met een banderol in de hand. Achter hen in het koor, dat afgesloten wordt door een rood geschilderd hek, is een geestelijke in een dalmatiek te zien die voor een geelkoperen arendlezenaar staat. Rechts boven beeldde van der Weyden een rijkelijk geklede man en vrouw af. Half verborgen achter een pilaar in het middenschip staan een man in grijs gewaad. Hij kijkt naar de zuidwestelijke vieringpijler waarop een aflaatbord te zien is. Schuin boven hem is een lezende man in groen gewaad en rode hoofddoek zichtbaar. In de deuropening beeldde van der Weyden twee bedelaars af. Dat enkel de rijke toplaag afgebeeld werd, was symptomatisch voor de beeldwereld van de kunstenaar en zijn opdrachtgevers.

### Rechts: inv. 395: Priesterwijding, huwelijk en laatste oliesel
Oude titel: Priesterschap, Huwelijk en Oliesel
Het meest links beeldde van der Weyden een bisschop in rijkelijk versierd gewaad af. Voor hem knielt de nieuw gewijde priester en boven hen zweeft een engel in purper gewaad. Centraal beeldde de kunstenaar de zegening van het huwelijk, vertegenwoordigd door een heer, dame en engel in blauw gewaad, af. Uiterst rechts voor de toeschouwer dient een priester het heilig oliesel toe aan een stervende man. De priester wordt bijgestaan door een koster en de echtgenote van de stervende man staat met een kaars in haar handen achter het bed. Boven hen zweeft een zwarte engel.

### Geheel: inv. 393-395: De Zeven Sacramenten
Net zoals Rogier van der Weydens andere kruisigingen is dit niet-plooibare drieluik een dramatische en symbolische visualisatie van de eucharistie. Het stelt de Verlossing, de heilzame werking van het Goddelijke Offer en de Onbloedige Eucharistie voor de welgestelde gelovigen voor. Die laatsten zijn – op twee bedelaars na – allen rijkelijk gekleed volgens de toenmalige mode.
Uiteraard is de plaatsing van de sacramenten rond de kruisiging en eucharistie niet toevallig. De middeleeuwse theologie stelde namelijk dat de sacramenten voortvloeien uit Christus’ lijden. Dat beeldde van der Weyden in chronologische volgorde af (v.l.n.r.). De teksten in de banderollen [cfr. Paragraaf signaturen] verduidelijkt dit gegeven nog eens extra. De kunstenaars van de laatmiddeleeuwse Mystieke Wijnperstaferelen en de vijftiende-eeuwse wandtapijten met de Zeven Sacramenten gingen ook met deze leer aan de slag. Ook bij hen staat de eucharistie centraal.
Waarom van der Weyden de engelen die deze tekstrollen vasthouden elk in een andere kleur afbeeldde, is niet helemaal duidelijk. Voor deze kleuren is namelijk geen officiële religieuze reden. Wellicht refereert het aan de volkse overtuiging dat de zeven spirituele beginselen elk hun eigen kleur hadden, net zoals andere therapeutische rituelen in Europa (moresca, boritza, tarantella, …) en Afrika. Het wit op het linkerluik symboliseert in dat geval de zuiverheid bij het doopsel, het geel het vuur van het geloof bij het vormsel en het rood voor het berouw bij de biecht. De kleuren op het rechterluik staan voor het koningschap bij de priesterwijding (paars), trouw bij het huwelijk (blauw) en de rouw bij het heilig oliesel (zwart). Het groene gewaad van de engel op het centrale paneel zou staan voor de groeikracht bij de eucharistie.

## Materiële aspecten

### Afmetingen
- Links (inv. 394)
  - 119 × 63 cm (Dagmaat)
- Midden (inv. 393)
  - 200 x 97 cm (Dagmaat)
- Rechts (inv. 395)
  - 119 × 63 cm (Dagmaat)
- Geheel (inv. 393-395)
  - 200 × 223 cm (Dagmaat)
  - 221 × 256 × 10 cm (Inclusief lijst)

### Signaturen
- Links (inv. 394)
  - O(mn)es in aqu(a) (et) pneu(m)ate baptizati/ in morte chr(ist)i v(er)e su(n)t renati/ ad ro(m)a(nos) vi c(apitul)o
    - Vertaling: Allen, gedoopt in water en in geest, worden waarlijk in Christus' dood herboren[18]
    - Plaats: recto, engel links
    - Type: handschrift
    - Lettertype: gotisch

  - Per c(hr)isma quo a p(rae)sule inu(n)gu(n)t(ur)/ vi passio(n)is chr(ist)i i(n) bono (con)firman(tur)/ i(n) q(u)arto s(en)t(e)n(ti)ar(um)
    - Vertaling: Door het chrisma waarmee ze door de bisschop worden gezalfd worden ze door de kracht van Christus' passie in het goede versterkt[19]
    - Plaats: recto, engel midden
    - Type: handschrift
    - Lettertype: gotisch

  - Sang(u)is chr(ist)i n(ost)ras (con)sci(enti)as emu(n)dabit/ Du(m) p(oeni)t(e)n(t)iale debitu(m) seip(s)o mitigavit/ ad heb(raeos) ix c(apitul)o
    - Vertaling: Het bloed van Christus zal het geweten zuiveren, daar hij door zichzelf de boeteschuld inloste[20]
    - Plaats: recto, engel rechts
    - Type: handschrift
    - Lettertype: gotisch
- Midden (inv. 393)
  - Hic pa(n)is manu s(anc)ti sp(iritu)s for(m)at(us) i(n) vi(r)gi(n)e/ Igne passio(n)is e(st) decoct(us) in cruce/ A(m)bro(sius) i(n) li(bro) sac(ra)me(n)t(is)
    - Vertaling: Dit brood is door toedoen van de Heilige Geest gevormd in een maagd, en door het vuur van de passie bereid aan het kruis[21]
    - Plaats: recto, links midden (banderol)
    - Type: handschrift
    - Lettertype: gotisch
- Rechts (inv. 395)
  - Du(m) su(m)m(us) po(n)tifex lesus i(n) s(anc)ta i(n)t(r)av(i)t/ tu(n)c sac(ra)mentu(m) ordi(ni)s vere stauravit/ ad heb(raeos) ix c(apitul)o
    - Vertaling: Toen Jezus als hogepriester het heiligdom betrad, toen stichtte hij waarlijk het sacrament van de orde[22]
    - Plaats: recto, engel links
    - Type: handschrift
    - Lettertype: gotisch

  - Matrimonium a chr(ist)o commendatur/ du(m) spo(n)sa sa(n)guinu(m) i(n) c(a)r(n)e copulator/ exodi IIII c(apitul)o
    - Vertaling: Het huwelijk wordt door Christus aanbevolen...[23]
    - Plaats: recto, engel midden
    - Type: handschrift
    - Lettertype: gotisch

  - Oleo s(anc)to in a(n)i(m)a (et) corp(or)e infirmati/ sanatur merito passio(n)is chr(ist)i/ jacobi ulti(m)o
    - Vertaling: De naar ziel en lichaam verzwakten worden met heilige olie genezen door de verdienste van Christus' passie[24]
    - Plaats: recto, engel rechts
    - Type: handschrift
    - Lettertype: gotisch

## Opdracht
Elke gouden lijst bevat in de boogzwikken zowel een wapenschild van het bisdom Doornik en van de bisschop Jean Chevrot (ca. 1380-1460, bs 1436-1460). In totaal zijn het er zes. Daaruit leiden kunstwetenschappers af dat Chevrot de opdrachtgever was. De toeschrijving is geloofwaardig, gezien Chevrots portret duidelijk zichtbaar is als aangezicht van de bisschop die in het linkerluik het vormsel toedient. Het vertoont gelijkenissen met het portret van de man in de titelminiatuur van Histoires du Hainaut (KBR). Chevrot werd daarin afgebeeld als de geheime raadsheer van Filips de Goede. Dankzij die functie was hij een van de meest invloedrijke personen aan het Bourgondische hof.
Wellicht bestelde hij de panelen voor zijn huiskapel te Doornik. Een andere locatie zou ook de Chevrotkapel (feitelijk de kapel van St. Antonius) van de St. Hippolytekerk van Poligny kunnen zijn. Het was in deze door hem gestichte kapel van de kathedraal waar hij begraven werd en waar een broederschap de cultus van de wonderdadige hostie verzorgde. Het was ook aan deze kerk dat Chevrot een wandtapijt met De Zeven Sacramenten legateerde. Quarré meent dat het geen wandtapijt, maar deze triptiek was.
S. Beele, medewerker aan het KMSKA, vermoedt dat ook Chevrots vriend, de abt Philippe Courault, mee aan de basis van de opdracht lag. Erwin Panofsky vermoedde dat Pierre de Ranchicourt (bisschop van Atrecht tussen 1463-1499) en Jean Avantage (bisschop van Amiens in 1437, +1456) op het linkerluik afgebeeld staan als een apostolisch protonotarius. De reden hiervoor kan hij niet verklaren.

## Navolging
De lezende vrouw op het rechterluik doet denken aan een ander werk van Rogier van der Weyden; Maria Magdalena leest (Nat. Gallery Londen, Cat. nr. 654). De gekruisigde Christus uit De Zeven Sacramenten lijkt sterk op de Christus uit een van Van der Weydens laatste werken, namelijk de Kruisiging (Escorial). Lorne Campbell schreef hierover dat het lijkt alsof de kunstenaar “veel denkwerk heeft gestoken in de aanpassing van de centrale figuren. Alsof hij ze met kleine wijzigingen over een lange periode geperfectioneerd heeft”. De onzichtbare ondertekening correspondeert sterk met die van De Verlossingstriptiek uit het Prado. De Verlossing (kort na 1450) werd wellicht geschilderd door Vrancke van der Stockt. Deze kunstenaar kende van der Weyden goed en had toegang tot zijn atelier en schetsen. Het valt meteen op dat van der Stockt enkele van Rogiers meer ambitieuze inventies niet durfde navolgen. Zo schilderde hij Christus aan de ingang van de kerk en niet opstijgend en groter zoals in De Zeven Sacramenten.

## Restauratie
De panelen werden in 1810-2 een eerste maal gerestaureerd bij Boulanger de Boisfremont te Parijs. In 1957 herschilderde een Antwerpse restaurator acht gezichten op de luiken. De laatste restauratie van De Zeven Sacramenten, waarbij de vroegere overschilderingen ongedaan gemaakt werden, werd in het najaar van 2009 afgerond. Daaruit bleek dat de meester bijgestaan werd door twee assistenten, maar toch verantwoordelijk was voor het grootste deel van het werk. Na de restauratie verhuisde de triptiek naar Museum M te Leuven.

## Provenance
In 1630 werd de St. Hippolytekerk van Poligny geplunderd door de troepen van de hertog van Longueville. Het werk werd meegenomen en belandde uiteindelijk in de handel. In de achttiende eeuw kwam het in het bezit van Jean Perrault. Het werd in 1826 te Dijon door ridder Florent van Ertborn gekocht “van de erven des laatsten ‘eersten president’ van het Parlement van Burgondië, Jean Pérard.” Later legateerde deze het werk aan het Koninklijk Museum voor Schone Kunsten Antwerpen.

## Referentielijst
1. 1 2  A.J.J. Delen, in Koninklijk Museum voor Schone Kunsten - Antwerpen. Beschrijvende Catalogus. I. Oude meesters, 1948, p. 277-278.
2. 1 2 3 4 5 6 7  Els Maréchal, in Het Museumboek. Hoogtepunten uit de verzameling, 2003, p. 26.
3. 1 2 3  Gilberte Gepts, in Openbaar Kunstbezit Vlaanderen 1966, p. 17-17b.
4. ↑  Walther Vanbeselaere, in Musea van België. Koninklijk Museum voor Schone Kunsten te Antwerpen. Oude meesters, 1959, nr. 12 en in 1969 nr. 4.
5. ↑  Staatsblad 21-04-2009; Topstukken, 2009.
6. 1 2 3  Wenke Mast, in Zaal Z, JG 3, nr. 12, 2015, p. 32-37.
7. 1 2 3 4 5  Koninklijk Muzeum van Schoone Kunsten. Beschrijvend Catalogus. I. Oude meesters, 1905, p. 337-339.
8. 1 2 3 4 5 6 7  Paul Vandenbroeck in De eeuw der Vlaamse Primitieven, 2014, p. 25-26.
9. 1 2 3 4 5  Paul Vandenbroeck, in Laatmiddeleeuwse schilderkunst in het Koninklijk Museum voor Schone Kunsten, 2002, p. 9.
10. 1 2 3 4 5 6 7 8 9 10  Paul Vandenbroeck, in Catalogus schilderijen 14de en 15de eeuw. Koninklijk Museum voor Schone Kunsten Antwerpen, 1985, p. 153-158.
11. ↑  Het onderscheid tussen het bijbelse gebeuren en de eigentijdse taferelen wordt aangegeven door het gebruik van het waardeperspectief: de bijbelse personages zijn groter weergegeven dan de gewone stervelingen.
12. 1 2  Paul Van Beek, in Vouwblad Educatieve Dienst Koninklijk Museum voor Schone Kunsten Antwerpen. Het Gelaat van Christus: van gouden kroon tot doornkroon, 1986, p. 2.
13. 1 2 3  Siska Beele, in Museummagazine 9-10, 1993, p. 127-128.
14. ↑  Te vergelijken met bv. het retabel van het hoofdaltaar van de Skt. Peterkirche in Rheinberg. Irmingard ACHTER, Schrein und Flügelgemälde eines gotischen Altares, in Jahrbuch für rheinische Denkmalpflege, 23, 1960, p. 219.
15. ↑  Een vergelijkbaar schrijnretabel bevindt zich op het linkerluik, boven de biechtscene. Voor retabels van dit type, zie Enrique LAFUENTE FERRARI, Las tablas de Sopétran, in Boletin de la Sociedad española de excursiones (Madrid), 37, 1929, p. 89-111, en Aspekten van de laatgotiek in Brabant (tentoonst. cat.), Leuven, 1971, p. 63: 6-8, nr. 78, met voorbeelden.
16. ↑  R. VAN DE VEN, Het boekbedrijf te Diest gedurende de 15de en 16de eeuw, in Handschriften uit Diestse kerken en kloosters (tentoonst. cat.), (Diestsche Cronycke, 6), Diest, 1983, p. 16. Vergelijk de bedelaars met Dirk BAX, Hieronymus Bosch and Lucas Cranach: Two last Judgement Triptychs, Amsterdam-New York, 1983, p. 312
17. ↑  William WELLS, The Seven Sacrements tapestry. A new discovery, in Burlington Magazine, dl. 101, 1959, p. 97-105.
18. ↑  Romeinen 6, 3. vertaling Vandenbroeck 1985, p. 153.
19. ↑  Petrus Lombardus, sent. IV, dist. VII. vertaling Vandenbroeck 1985, p. 153.
20. ↑  Hebreeën 9, 14. vertaling Vandenbroeck 1985, p. 153.
21. ↑  Ambrosius, De sacramentis, IV, 4, 14-17. vertaling Vandenbroeck 1985, p. 153.
22. ↑  Hebreeën 9, 25. vertaling Vandenbroeck 1985, p. 153.
23. ↑  Exodus 4, 25. vertaling Vandenbroeck 1985, p. 153.
24. ↑  Jakobus 5, 14. vertaling Vandenbroeck 1985, p. 153.
25. ↑  ID., Rogier van der Weyden. Een essay met een kritische kataloog van de schilderijen die aan hem en aan Robert Campin worden toegeschreven, vert. uit Engels d. Bart MESOTTEN, Brussel, 1974, p. 219-222, 227-230.
26. ↑  Pierre QUARRÉ, Le triptyque des Septs Sacrements de Roger van der Weyden en Bourgogne, in Publications du Centre Européen d’études burgondomédianes. 17. Rencontres de Neuchatel. 25 au 27 septembre 1975, 1976, p. 85-94.
27. ↑  Vergelijking met Dirk BAX, Hieronymus Bosch and Lucas Cranach: Two last Judgement Triptychs, Amsterdam-New York, 1983, p. 312
28. ↑  Erwin PANOFSKY, Two Roger problems: the donor of the Hague Lamentation and the date of the altarpiece of the Seven Sacraments, in Art Bulletin, 33, 1951, p. 33-40.
29. ↑  Pierre QUARRÉ, Le triptyque des Septs Sacrements de Roger van der Weyden en Bourgogne, in Publications du Centre Européen d’études burgondomédianes. 17. Rencontres de Neuchatel. 25 au 27 septembre 1975, 1976, p. 93.
30. ↑  ID., Rogier van der Weyden. Een essay met een kritische kataloog van de schilderijen die aan hem en aan Robert Campin worden toegeschreven, vert. uit Engels d. Bart MESOTTEN, Brussel, 1974, p. 227.